# Fléchin
Fléchin település Franciaországban, Pas-de-Calais megyében. Lakosainak száma 473 fő (2022. január 1.). Fléchin Laires, Bomy, Erny-Saint-Julien, Febvin-Palfart és Enquin-lez-Guinegatte községekkel határos.

## Népesség
A település népességének változása:
| Lakosok száma | 500  | 488  | 492  | 479  | 479  | 480  | 480  | 476  | 473  |
|               | 2013 | 2015 | 2016 | 2017 | 2018 | 2019 | 2020 | 2021 | 2022 |